# Antonio Sánchez Maurandi
Antonio Sánchez Maurandi (Mula, 1894-8 de abril de 1984) fue un sacerdote, periodista y escritor español.

## Biografía

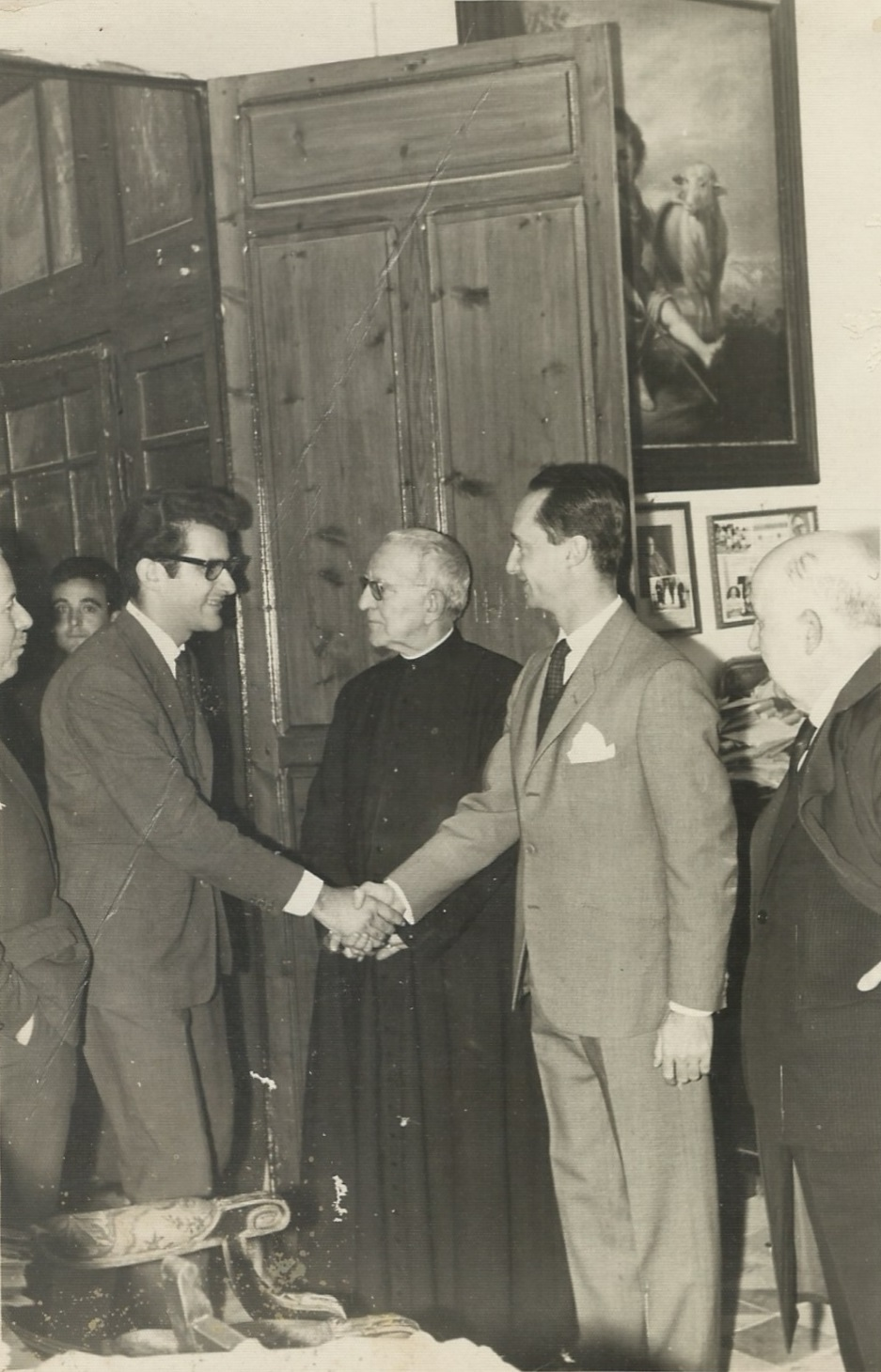
Diego Hernández-Illán García saluda a Carlos Hugo de Borbón. En medio, Antonio Sánchez Maurandi

Era hijo de José Antonio Sánchez Urrea y de María Maurandi Bayona. Su padre, que no practicaba la religión, se convirtió leyendo los periódicos tradicionalistas El Correo Español y El Siglo Futuro, a cuya lectura se había aficionado durante la Primera Guerra Mundial debido a su postura germanófila.
Ordenado sacerdote, fue cura rector de Peña y Campillo y presidió el Centro de Acción Católica de Mula. A principios de la década de 1920 dirigió en Chinchilla (Albacete) el Colegio de San Antonio, en el que se preparaba a los alumnos para Correos y Telégrafos, Prisiones, etc., así como el grado de Bachiller, Magisterio y Derecho. Durante la década de 1920 fue ecónomo de la parroquia de Hoya-Gonzalo.
Ejerció también de párroco en la huerta de Cehegín, Bullas y Pozuelo. El 24 de julio de 1936 fue detenido y estuvo preso en la cárcel de Mula, en la iglesia de San Juan de Murcia y en el Seminario de Orihuela, hasta el término de la guerra civil española. Finalmente fue nombrado párroco de la iglesia de San Antolín de Murcia, donde reedificó el templo que fue destruido por los milicianos izquierdistas en la guerra. Cesaría como párroco de San Antolín en 1966.
Desde finales de la década de 1910 colaboró con el Partido Integrista y proporcionó propaganda a la Juventud Integrista de Madrid. Tras la reunificación de las tres ramas del tradicionalismo en 1931, se mantuvo siempre adherido al carlismo.
A principios de los años 70 se desvinculó de Carlos Hugo de Borbón-Parma (a quien pocos años antes había acogido en su casa) por haberse este declarado socialista. Tras la muerte de Franco, participó con Blas Piñar en actos de Fuerza Nueva en la provincia de Murcia. Perteneció a la Hermandad Sacerdotal Española y siguió celebrando con el misal antiguo hasta el 16 de diciembre de 1976, en que celebró su última misa, pues desaparecieron dichos misales de la parroquia de San Antolín y el sacristán de la misma le transmitió que allí ya no era grata su presencia.

### Escritor
Como escritor, dio a la imprenta numerosas obras de carácter histórico, religioso y político, para algunas de las cuales empleó los seudónimos Bruja Verde y Asarandi. Cultivó diversos géneros: biografía, ensayo, teatro, etc.

### Periodista
En su faceta periodística, colaboró con los periódicos El Faro de la Juventud de Mula, La Verdad de Murcia y La Huerta de Levante, órgano de la Federación Católico-Agraria de Murcia, del que fue redactor-jefe, además de con el diario tradicionalista madrileño El Siglo Futuro. Proclamada la Segunda República, en un tiempo de descanso de sus labores eclesiales en su casa de Mula, decidió fundar un semanario tradicionalista titulado La Campana, que nació en Mula el 6 de enero de 1932 bajo la divisa de «Dios, Patria, Fueros» y fue suspendido tras el fallido golpe de Estado de Sanjurjo en agosto de 1932.
Según indicaría él mismo:

La Campana logró despertar al pueblo y la unión de casi todos los elementos de orden (...) se logró formar compacto bloque de católicos que obtuvo más tarde (en las elecciones de noviembre de 1933) señaladísimo triunfo.

En 1933 fundó asimismo en Mula la revista histórico-religiosa El Monasterio del Niño, en la que siguió defendiendo el tradicionalismo, y que se publicó hasta 1966. Esta revista, que combatía el modernismo propugnado por algunos sectores eclesiásticos —especialmente a raíz del Concilio Vaticano II— fue prohibida ese año por el obispo de Cartagena Ramón Sanahuja y Marcé.
Posteriormente fue un asiduo colaborador del semanario ¿Qué pasa?, donde usó en ocasiones el seudónimo Lucio del Campo y siguió atacando el modernismo eclesial y el izquierdismo. Durante la Transición afirmó que la prensa católica se había vendido al comunismo y a la masonería, algo que años antes no hubiera sido capaz de vislumbrar.
Antonio Sánchez Maurandi recibió el título de Hijo Predilecto de la ciudad de Mula el 23 de abril de 1967. Actualmente conserva una calle a su nombre en Murcia y otra en su localidad natal.

## Obras
| - El problema de la Cuestión Social - Santo Domingo de Guzmán - Los lacayos de un cacique o El destierro de un cuervo, drama en tres actos (Bruja Verde, 1922) - Apuntes pedagógicos, con Autógrafo del Emmo. Sr. Cardenal Reig y Casanova, y Prólogo del P. Juan M.ª Solá, S. J. (1923) - Polémica interesante - Piedrecitas para la Corona de la Virgen de la Fuensanta - ¡Se acabó!, drama en verso (Asarandi, 1925) - Un obrero como hay muchos (1926) - La noche y el día, sainete moral (1927) - Lo viejo y lo nuevo (1928) - Fray Ginés de Quesada - Gloria franciscano-muleña (1928) - Novena en honor del Niño de Mula (1928) - Novena a San Pedro de Verona - La libertad en los últimos siglos - Un político standard (1931) - El traje de don Filiberto - De Murcia a Roma, impresiones del viaje (1934) - Don Juan de la Gloria Artero (1935) - A través de los burgos podridos - Mi Niño, mis padres, mi Mula, mis afectos (1940) - Promesa que vence a un pacto, drama en tres actos (1942) - La revolución desde la cárcel, poemas (1942) - Ofrendas candelarias (1942) - De la vida y del martirio de un siervo de Cristo (1947) - Novena en honor del Santísimo Cristo de la Escalera (1948) - Ante el Centenario del Niño de Mula (1948) - Datos biográficos del Iltmo. Señor Don Antonio Álvarez Caparrós - Hace veinticinco años - De Murcia al Vaticano. Impresiones de un viaje por Francia e Italia en la beatificación de Pio X (1951) - Eulogio Saavedra (1953) - Cartas íntimas de don Antonio Cánovas del Castillo (1954) - Uso y abuso de los sacramentos (1955) - Historia de Mula y su comarca (1955) - De Murcia a la Plaza de San Pedro - De Murcia a Castelgandolfo, impresiones de viaje (1956) - El Cardenal Segura (1957) | - El Santuario de Sahuco (1960) - Murcia - Madrid - Roma: recuerdo e impresiones de una fiesta y una audiencia (1960) - La celda número 7 (1961) - Reparos a «Los Tres Vélez» de Marañón (1961) - Don Juan de la Cierva (1962) - Vida del mártir D. Francisco Martínez García, abogado, catedrático, periodista y alcalde del Excmo. Ayuntamiento (1962) - Notas sobre las salesas de Orihuela (1963) - La casa de Labiz en Lorca (1963) - Murcia - Roma - Montejurra (1964) - Errores de Ortega y Gasset (1964) - Boda Carlos-Irene o Murcia - Roma - Montejurra (1965) - Enseñanzas de un testamento (1966) - Floridablanca y los jesuitas (Asarandi, 1966) - Bodas de Oro con el periodismo (1967) - Apuros de un divorciado (Bruja Verde, 1967) - Notas sobre el pensar de Rosario Palarea (1969) - Reinará Cristo (1969) - Familias de Mula, 3 vols. (1968-1973) - Religiosas de Trujillo en Mula (1976) - Un obispo murciano en Extremadura: Excmo. Dr. D. Francisco Cavero Tormo (1977) - Biografía y Catálogo de la obra de Roque López - Lo que es el Socialismo (Asarandi, 1977) - Recuerdos de antaño que sirven para hogaño (Asarandi, 1978) - El Cardenal Segura, gran Obispo de Coria (1978) - Democracia e Iglesia (1979) - Ochenta y cinco años de vida - Episodios personales (1979) - De Trujillo a Cieza y viceversa, en los siglos XVIII-XXI - Cantarcillos. Ligeras composiciones en verso (1982) - D. Pedro Sánchez Barba, párroco de San Bartolomé y mártir de la Cruzada (1982) - De limosnero a banquero. Recuerdos de la reconstrucción del templo de San Antolín (1982) - Entre 85 y 90 años (1983) - Camino de los 90 años. Episodios personales, 2.ª serie, años 1980 a 1984 (1983) |